# Loc-Brévalaire
Loc-Brévalaire (en bretó Loprevaler) és un municipi francès, situat a la regió de Bretanya, al departament de Finisterre. L'any 2006 tenia 216 habitants. El consell municipal ha aprovat la carta Ya d'ar brezhoneg.

## Demografia
| 1962                                       | 1968 | 1975 | 1982 | 1990 | 1999 |
| ------------------------------------------ | ---- | ---- | ---- | ---- | ---- |
| 171                                        | 150  | 142  | 140  | 218  | 207  |
| Des de 1962: població sense dobles comptes |      |      |      |      |      |

## Administració
| Període | Identitat     | Partit |
| ------- | ------------- | ------ |
| 2008-   | Eric Rivoalen |        |